# Blånäbbar
Blånäbbar (Spermophaga) är ett litet släkte med fåglar i familjen astrilder inom ordningen tättingar som återfinns i Afrika.
Släktet blånäbbar omfattar endast tre arter:
- Rödgumpad blånäbb (S. poliogenys)
- Rödbröstad blånäbb (S. haematina)
- Rödhuvad blånäbb (S. ruficapilla)